# MPEG-7
MPEG-7 – standard opisu treści multimedialnych. W odróżnieniu do MPEG-1, MPEG-2 czy MPEG-4 nie jest standardem kodowania ruchomego obrazu lub dźwięku. 
Do przechowywania metadanych wykorzystuje XML i może być dołączony do kodów czasowych w celu sygnalizacji określonych zdarzeń lub np. synchronizacji tekstu piosenki z muzyką.
Zaprojektowano go w celu standaryzacji:
- zestawu schematów opisów i deskryptorów
- języka opisującego te schematy, zwanego Description Definition Language (DDL)
- schematu kodowania opisu

W zamierzeniu organizacji MPEG połączenie MPEG-4 i MPEG-7 (nazywane często MPEG-47) ma być optymalnym rozwiązaniem dla efektywnego przesyłu strumieniowego treści, jej zmiany i indeksowania.

## Oprogramowanie/Demonstracje MPEG-7
- IBM VideoAnnEx Annotation Tool: Tworzenie dokumentów MPEG-7 (dla strumieni wideo) opisujących strukturę i określających słowa kluczowe z listy o określonym zestawie słów (wersja binarna, restrykcyjna licencja)
- MPEG-7 Audio Encoder: Tworzenie dokumentów MPEG-7 dla plików dźwiękowych, opisujące niskopoziomową charakterystykę audio (wersja binarna i źródłowa, Java, GPL)
- TU Berlin MPEG-7 Audio Analyzer: Tworzenie dokumentów MPEG-7 (XML) dla plików dźwiękowych (WAV, MP3). Zaimplementowane wszystkie 17 niskopoziomowych deskryptorów audio MPEG-7.
- TU Berlin MPEG-7 Spoken Content Demonstrator: Tworzenie dokumentów MPEG-7 (XML) z opisem typu SpokenContent na bazie wejściowego sygnału dźwiękowego (mowy) (WAV, MP3).